# Licor de expedición

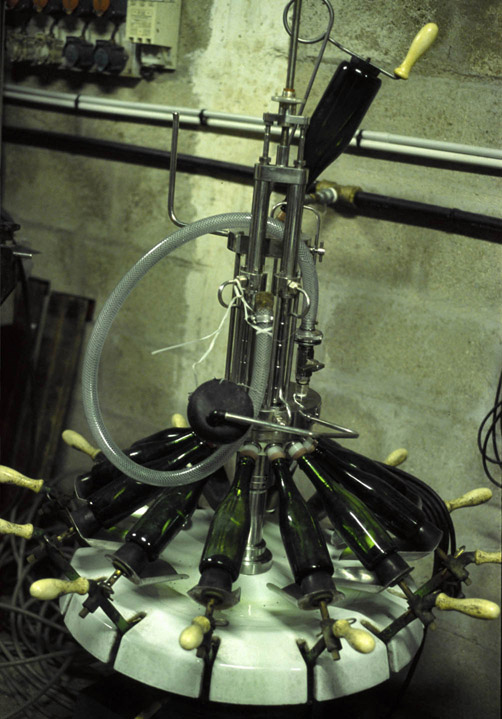
Adicionamiento del licor de expedición tras el degüelle.

El licor de expedición es una mezcla de vino y azúcar utilizado en la elaboración de determinados vinos espumosos. Tras el degüelle de la botella y antes de la colocación del corcho, se llena el nivel de líquido de la botella con licor de expedición, en una práctica conocida como "dosaje". Luego se coloca el corcho y una cápsula asegurada por un bozal de alambre.
La cantidad de azúcar en el licor de expedición determina la dulzura del vino, ya que el azúcar contenida originalmente en la uva se consume en la segunda fermentación. El vino espumoso final se clasifica en nature, extra brut, brut, extra seco, seco, semi sec y dulce de acuerdo al nivel de azúcar adicionada con el licor. También se utiliza para balancear la alta acidez del vino. No se debe confundir con el licor de tiraje.
Los métodos que utilizan el licor de expedición son el método tradicional (conocido como "método champenoise" en Champaña) y el método de transferencia.